# Neotaxilana lamabokensis
Neotaxilana lamabokensis är en insektsart som beskrevs av Synave 1979. Neotaxilana lamabokensis ingår i släktet Neotaxilana och familjen Tropiduchidae. Inga underarter finns listade i Catalogue of Life.